# Церковь Преображения (Канищево)
Церковь Преображения  — православная церковь первой трети XIX века в селе Канищево (сейчас входит в черту Рязани).

## История

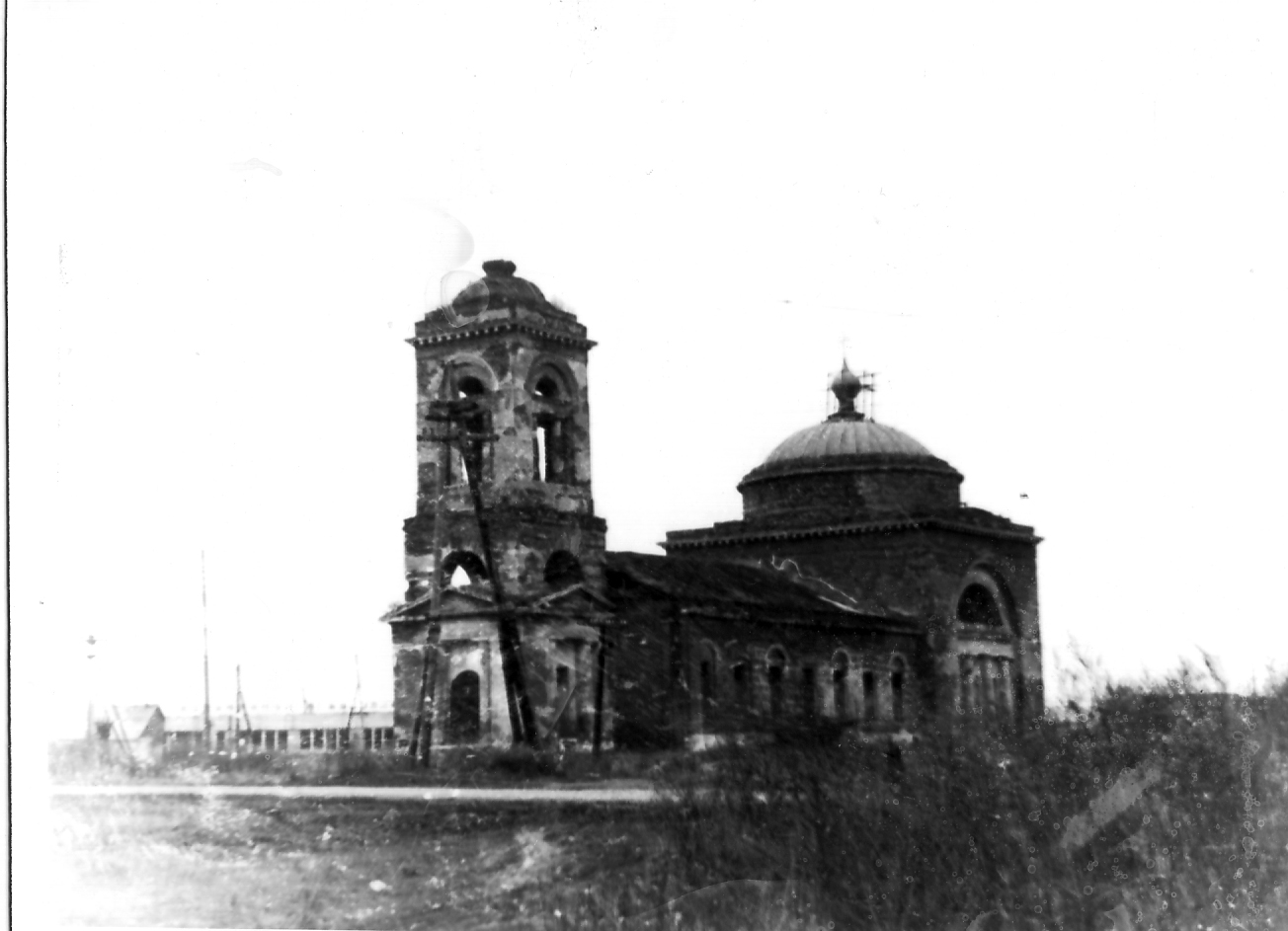
Церковь в 1990 году

Согласно окладным книгам, в 1676 году в селе Канищево уже существовала церковь Преображения. В 1792 году на средства майорши Натальи Михайловны Хрущёвой было построено новое деревянное здание, однако оно сгорело 24 августа 1814 года. Тогда было принято решение о строительстве каменного здания. Новый храм должен был стать памятником победы России в Отечественной войне 1812 года. Дело по строительству храма возглавил помещик Константин Сергеевич Огарёв. В 1824 году храм был построен. Точно имя архитектора неизвестно. Рязанские краеведы Г. К. Вагнер и С. В. Чугунов считали, что, скорее всего, проект церкви был создан В. П. Стасовым, но не исключено и авторство А. Г. Григорьева. Однако последние исследования российских архитекторов позволяют сделать предположение, что автором проекта являлся швейцарский архитектор Доменико Жилярди.
Первоначально основное здание церкви и колокольня были отдельными строениями, однако затем они были соединены трапезной, в которой были созданы два придела — в честь Казанской иконы Божией Матери и в честь Святителя Николая.
После прихода к власти большевиков храм разделил участь многих церквей России — в 1922 году были изъяты ценности, а в 1938 году храм был закрыт. В здании был устроен склад, в котором хранили зерно, затем стройматериалы, запчасти для техники. В 1989 году храм Преображения был возвращён Русской православной церкви.

## Описание
Основное здание представляет собой массивный куб, которой завершается низкой ротондой с плоским куполом, увенчанным небольшой главой. Северный и южный фасады украшены углублёнными в толщу стен лоджиями с четырьмя дорическими колоннам. При этом не нарушается геометрическая чистота пропорций здания. Над лоджиями имеются окна в виде люнетов. Углублённые в толщу стен колонны с венчающими их люнетами украшают и пролёты звона колокольни.